# 竹叶青冈
竹叶青冈（学名：Cyclobalanopsis bambusifolia）为壳斗科青冈属下的一个种。